# Rolando Hourruitiner
Rolando Hourruitiner, né le 28 mai 1975 à Río Piedras, à Porto Rico, est un joueur portoricain de basket-ball, évoluant au poste d'ailier. 

## Palmarès
- Champion des Amériques 1995
- Finaliste du championnat des Amériques 1997
- 3e du Championnat des Amériques de basket-ball 2003